# اودله
اودله (به لاتین: Odala) یک روستا در دولت فلسطین است که در استان نابلس واقع شده‌است. اودله ۱٬۰۸۲ نفر جمعیت دارد.